# Cambas (Oleiros)
Cambas is een plaats (freguesia) in de Portugese gemeente Oleiros en telt 349 inwoners (2001).